# رزم‌ناو کلاس مکنسن
بتل‌کروزر کلاس مکنسن (به انگلیسی: Mackensen-class battlecruiser) یک کلاس از کشتی است که طول آن 223 m (732 ft) می‌باشد.